# Simbiosi di Jørgensen
La simbiosi di Jørgensen, dal nome dello scopritore Christian Klixbüll Jørgensen, noto comunemente come C.K. Jørgensen, è un fenomeno chimico in cui una miscela di due composti chimici, come trifluorometano e monofluorometano, all'equilibrio non genera una miscela dei due composti con il difluorometano e il tetrafluorometano, ma una miscela binaria composta in massima parte di metano e tetrafluorometano.
L'autore, in un articolo pubblicato sulla rivista Inorganic Chemistry del 1969 (Vol. 3, pag. 1200), interpreta questo  fenomeno con l'instaurarsi di una simbiosi tra un composto e l'atomo dello stesso tipo dei sostituenti in maggior numero.
La teoria posta a spiegazione del fenomeno si basa su un principio di chimica di coordinazione in cui si dividono le basi e gli acidi di Lewis in duri e molli, e che le basi molli legano acidi molli mentre basi dure legano acidi duri. Il carbonio4+ è un acido a durezza intermedia mentre gli ioni fluoruro (F-) e idruro (H-) sono rispettivamente una base dura e una molle; il legame di queste basi all'atomo centrale ne modifica le proprietà facendole avvicinare a quelle della base legata.
Riportando gli esempi di cui sopra il CF3H può essere visto come l'unione di CF3+ (acido duro) + H- (base molle) e CH3F invece come il legame di CH3+ (acido molle) + F- (base dura). Da questo risulta che, avvicinandosi all'equilibrio, i composti spaiati tendono a scomporsi mentre quelli appaiati (base dura e acido duro) sono più stabili. Riassumendo schematicamente:
CF3H + CH3F → CF4 + CH4
così come
BF3H— + BH3F— → BF4— + BH4—
e tante altre reazioni possibili.